# Baciro Djá
Baciro Djá (31 januari 1973) is een Guinee-Bissaus politicus voor PAIGC. Hij was van 20 augustus tot 9 september 2015 en van 29 mei tot 19 november 2016 premier van Guinee-Bissau.

## Biografie
Baciro Djá werd geboren op 31 januari 1973. Hij is afgestudeerd in de sociale psychologie aan de Universiteit van Havana, Cuba, in 1996. In 1998 ontving een master's degree in psychopathologie en klinische psychologie aan het Universitair Instituut voor Toegepaste Psychologie in Lissabon, Portugal. Van 2006 tot 2008 was Djá project coördinator voor de reorganisatie van de sector Defensie en Veiligheid.Tevens was hij voorzitter van het Instituut voor Nationale Defensie. In 2008 werd hij verkozen tot lid van het parlement, in hetzelfde jaar werd hij benoemd tot minister van Jeugd en Sport. In 2011 en 2012 was hij minister van Defensie. In 2012 presenteerde hij zich als onafhankelijke presidentskandidaat. Hij is de derde vicepresident van de PAIGC, de grootste partij in het parlement van Guinee-Bissau. Hij zou vloeiend Portugees, Frans en Spaans spreken.
De premier van Guinee-Bissau bood zijn ontslag aan op 9 september 2015, nadat het Hooggerechtshof zijn benoeming ongrondwettig verklaarde. Op 20 november 2015 werd Baciro Djá uit de PAIGC gestoten. Hij werd beschuldigd van minachting voor de partij statuten, omdat hij de positie van premier had geaccepteerd in augustus 2015. Op 27 mei 2016 werd hij in zijn functie hersteld, om op 19 november van dat jaar wederom baan te ruimen.